# Акрагант (скульптор)
Акрагант (греч. Ακράγας, Acragas; итал. Acragante) — древнегреческий скульптор и серебряных дел мастер, упоминаемый Плинием Старшим.

## Биография
Резьба Акраганта на чашах дорого ценилась за изящество исполнения. Плиний (кн. XXXIII), не указывая место родины Акраганта и времени его жизни, ограничился только известием, что его творений, особенно на тему охоты, было много на острове Родос, где между прочим в храме Вакха были его изображения Вакха и кентавров.